# Аслі та Керем
«Аслі́ та Кере́м» (азерб. Əsli və Kərəm; тур. Kerem ile Aslı), «Аслі́ і Кяра́м» (вірм. Ասլի և Քյարամ) — поширений у народів Закавказзя, Малої та Середньої Азії анонімний романтичний дастан, у якому оспівується любов між мусульманином Кярамом і вірменкою Аслі (або Маріам).
Азербайджанська версія склалася, ймовірно, у XVI столітті. Інкорпоровані в прозу віршовані партії приписують головному герою — народному співаку (ашугу). Фабулою цього дастану є палке кохання мусульманина (азербайджанця) до християнки (вірменки) — Керема, сина гянджинського хана Зіяда й Аслі, дочки вірменського священика Кара-Кешиша. Але на шляху їхнього поєднання стоїть релігійний фанатизм батька дівчини. Фінал твору трагічний: закохані згоряють у символічному вогні. Релігійна канва сюжету історична; вона сягає часу переселення тюрків-огузів на Захід (XI—XIII століття). Основний пафос дастану, що пронизує всі деталі сюжету, — любов вища від забобонів. Вважають, що азербайджанський дастан склався в період династії Сефевідів і служив містком між місцевими діалектами та класичною мовою, а згодом проник у османську, узбецьку, перську літератури.
Туркменська версія більш архаїчна, рясніє етнічними та топонімічними елементами.

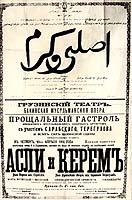
Програма опери "Аслі і Карам". Початок ХХ ст.

1888 року східний любовний роман «Аслі та Кярам» переказав вірменською мовою ашуг Дживані. На основі народного переказу вірменський композитор Григор Сюні написав однойменну оперу.
За мотивами дастану азербайджанський композитор Узеїр Гаджибеков написав оперу «Аслі та Керем» (поставлено 1912 року). На основі цього дастану азербайджанський письменник Ельчин Ефендієв написав у 1980-х роках роман «Махмуд і Маріам».